# 10188 Yasuoyoneda
10188 Yasuoyoneda è un asteroide della fascia principale. Scoperto nel 1996, presenta un'orbita caratterizzata da un semiasse maggiore pari a 2,4107770 UA e da un'eccentricità di 0,2429927, inclinata di 10,04971° rispetto all'eclittica.
L'asteroide è dedicato a Yasuo Yoneda astronomo amatoriale giapponese studioso delle macchie solari.